# Campionat del Regne Unit de Snooker
El Campionat del Regne Unit és un torneig professional de snooker. És el segon torneig més important després del Campionat del Món i és un dels torneigs que formen part de l'anomenada Triple Corona, juntament amb l'esmentat Campionat del Món i el Masters.
És el quart torneig més antic darrere el ja esmentat Campionat del Món (1927), el desaparegut Canadian Masters (1974) i el Masters (1975).
L'anglès Ronnie O'Sullivan és el jugador que més vegades l'ha guanyat, amb set ocasions, mentre que l'australià Neil Robertson n'és el vigent campió.

## Palmarès
| Año  | Temporada | Guanyador         | Finalista         | Resultat | Lloc          |
| ---- | --------- | ----------------- | ----------------- | -------- | ------------- |
| 1977 | 1977/78   | Patsy Fagan       | Doug Mountjoy     | 12–9     | Blackpool     |
| 1978 | 1978/79   | Doug Mountjoy     | David Taylor      | 15–9     | Preston       |
| 1979 | 1979/80   | John Virgo        | Terry Griffiths   | 14–13    | Preston       |
| 1980 | 1980/81   | Steve Davis       | Alex Higgins      | 16–6     | Preston       |
| 1981 | 1981/82   | Steve Davis       | Terry Griffiths   | 16–3     | Preston       |
| 1982 | 1982/83   | Terry Griffiths   | Alex Higgins      | 16–15    | Preston       |
| 1983 | 1983/84   | Alex Higgins      | Steve Davis       | 16–15    | Preston       |
| 1984 | 1984/85   | Steve Davis       | Alex Higgins      | 16–8     | Preston       |
| 1985 | 1985/86   | Steve Davis       | Willie Thorne     | 16–14    | Preston       |
| 1986 | 1986/87   | Steve Davis       | Neal Foulds       | 16–7     | Preston       |
| 1987 | 1987/88   | Steve Davis       | Jimmy White       | 16–14    | Preston       |
| 1988 | 1988/89   | Doug Mountjoy     | Stephen Hendry    | 16–12    | Preston       |
| 1989 | 1989/90   | Stephen Hendry    | Steve Davis       | 16–12    | Preston       |
| 1990 | 1990/91   | Stephen Hendry    | Steve Davis       | 16–15    | Preston       |
| 1991 | 1991/92   | John Parrott      | Jimmy White       | 16–13    | Preston       |
| 1992 | 1992/93   | Jimmy White       | John Parrott      | 16–9     | Preston       |
| 1993 | 1993/94   | Ronnie O'Sullivan | Stephen Hendry    | 10–6     | Preston       |
| 1994 | 1994/95   | Stephen Hendry    | Ken Doherty       | 10–5     | Preston       |
| 1995 | 1995/96   | Stephen Hendry    | Peter Ebdon       | 10–3     | Preston       |
| 1996 | 1996/97   | Stephen Hendry    | John Higgins      | 10–9     | Preston       |
| 1997 | 1997/98   | Ronnie O'Sullivan | Stephen Hendry    | 10–6     | Preston       |
| 1998 | 1998/99   | John Higgins      | Matthew Stevens   | 10–6     | Bournemouth   |
| 1999 | 1999/00   | Mark Williams     | Matthew Stevens   | 10–8     | Bournemouth   |
| 2000 | 2000/01   | John Higgins      | Mark Williams     | 10–4     | Bournemouth   |
| 2001 | 2001/02   | Ronnie O'Sullivan | Ken Doherty       | 10–1     | York Barbican |
| 2002 | 2002/03   | Mark Williams     | Ken Doherty       | 10–9     | York Barbican |
| 2003 | 2003/04   | Matthew Stevens   | Stephen Hendry    | 10–8     | York Barbican |
| 2004 | 2004/05   | Stephen Maguire   | David Gray        | 10–1     | York Barbican |
| 2005 | 2005/06   | Ding Junhui       | Steve Davis       | 10–6     | York Barbican |
| 2006 | 2006/07   | Peter Ebdon       | Stephen Hendry    | 10–6     | York Barbican |
| 2007 | 2007/08   | Ronnie O'Sullivan | Stephen Maguire   | 10–2     | Telford       |
| 2008 | 2008/09   | Shaun Murphy      | Marco Fu          | 10–9     | Telford       |
| 2009 | 2009/10   | Ding Junhui       | John Higgins      | 10–8     | Telford       |
| 2010 | 2010/11   | John Higgins      | Mark Williams     | 10–9     | Telford       |
| 2011 | 2011/12   | Judd Trump        | Mark Allen        | 10–8     | York Barbican |
| 2012 | 2012/13   | Mark Selby        | Shaun Murphy      | 10–6     | York Barbican |
| 2013 | 2013/14   | Neil Robertson    | Mark Selby        | 10–7     | York Barbican |
| 2014 | 2014/15   | Ronnie O'Sullivan | Judd Trump        | 10-9     | York Barbican |
| 2015 | 2015/16   | Neil Robertson    | Liang Wenbo       | 10-5     | York Barbican |
| 2016 | 2016/17   | Mark Selby        | Ronnie O'Sullivan | 10–7     | York Barbican |
| 2017 | 2017/18   | Ronnie O'Sullivan | Shaun Murphy      | 10-5     | York Barbican |
| 2018 | 2018/19   | Ronnie O'Sullivan | Mark Allen        | 10-6     | York Barbican |
| 2019 | 2019/20   | Ding Junhui       | Stephen Maguire   | 10-6     | York Barbican |
| 2020 | 2020/21   | Neil Robertson    | Judd Trump        | 10-9     | Milton Keynes |
| 2021 | 2021/22   | Zhao Xintong      | Luca Brecel       | 10–5     | York Barbican |
| 2022 | 2022/23   | Mark Allen        | Ding Jinhui       | 10–7     | York Barbican |